# روبرت لاوسون (معماري)
كان روبرت آرثر لاوسون (1 يناير 1833- 3 ديسمبر 1902) أحد مهندسي العمارة النيوزيلنديين المفضالين في القرن التاسع عشر. قيل إنه أنجز أكثر من أي مصمم آخر في تشكيل وجه عمارة العصر الفيكتوري في مدينة دنيدن. صمم أكثر من أربعين كنيسة، بما فيها كنيسة دنيدن الأولى الذي يُذكر بسببها أكثر الذكر، لكنه صمم مباني كذلك، مثل قلعة لارناك، وهي منزل ريفي ارتبط اسمه به.
وُلد في نيوبرغ بفايف، اسكتلندا، وهاجر في 1854 إلى أستراليا ثم في 1862 إلى نيوزيلندا. توفي في عمر 69 في كانتربيري بنيوزيلندا. اشتهر لاوسون بعمله في كل من النهضة القوطية وأساليب الهندسة المعمارية الكلاسيكية. كان غزير الإنتاج، وبينما تبقى المباني المعزولة في اسكتلندا وأستراليا، يمكن العثور على معظم الأمثلة الباقية في دنيدن.
يحظى اليوم بتقدير كبير في بلده الذي تبناه. ومع ذلك، في وقت وفاته، كانت سمعته في حالة من الانحدار بعد الانهيار الجزئي لمصحة سيكلف العقلية التي بناها، وكانت آنذاك أكبر مبنى في نيوزيلندا. في عام 1900، قبيل وفاته، عاد إلى نيوزيلندا من منفى فرضه على نفسه ليعيد ترسيخ اسمه، لكن وفاته المفاجئة منعت حدوث إعادة تأهيل كاملة لسمعته. لم ينل الاستحسان الكبير الذي حُرم منه في حياته إلا بعد قرن من وفاته، عندما بدأت أمجاد العمارة الفيكتورية تتلقى اعترافًا وتقديرًا مرة أخرى.

## نشأته وتعليمه
وُلد لاوسون في 1 يناير 1833 في 49 هوجس بليس بأبيهيل في قرية غرينج أوف ليندوريس في رعية آبدي قرب نيوربيرغ بفايف، اسكتلندا. كان رابع أولاد مارغريت (آرثر قبل زواجها) وجيمس لاوسون، وهو نجار وعامل في معمل نشارة. تلقى لاوسون الصغير تعليمه في مدرسة رعية آبدي.

## حياته المهنية

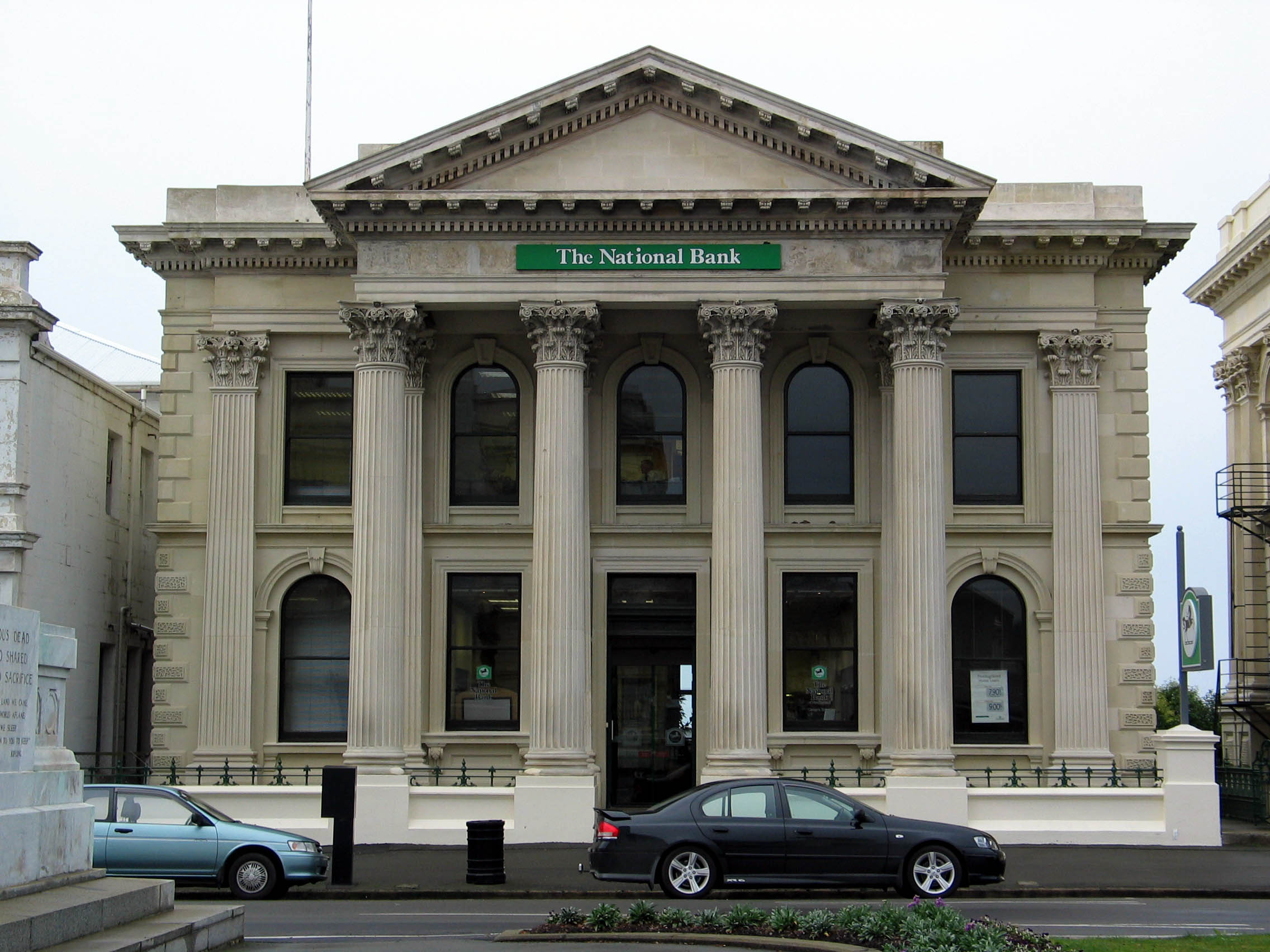
البنك الوطني أومارو، نيوزيلندا

لا بد أن لاوسون قد أظهر اهتمامًا بالهندسة المعمارية أو بدا واعدًا في الرسم لأنه وُضع تحت التدريب في سن 15 لدى المهندس المعماري أندرو هيتون الأب من شركة هيتون وهيتون في بيرث (اسكتلندا). نُقل بعد فترة ليكمل تدريبه تحت إشراف جيمس غيليسبي غراهام، الذي كان المهندس المعماري الرائد في إدنبرة. عندما كان مع غراهام، وسع تعليمه المدرسي في «أكاديمية تراستيز». ثم عمل بصفة مهندس معماري مساعد مع جون ليسلز، حيث نُسب إليه تصميم كلية وقصرين.

### أستراليا
بعمر 21، تسلح لاوسون برسالة تعريف فقط مرسلة إلى أحد أصدقاء أخيه المقيم في ميلبورن، وصعد على متن سفينة تونغاتابو في 15 يوليو 1854، ليصل إلى المدينة في 1 نوفمبر في العام نفسه. مثل بقية الواصلين الجدد إلى أستراليا، حاول العديد من المهن الجديدة على مدار العامين التاليين في العديد من حقول الذهب، جرب تعدين الذهب قبل أن يستقر في نهاية المطاف في مدينة ستايغليتز حيث بالإضافة إلى استمرار مشاركته في أنشطة تعدين الذهب، صار وكيلًا لصحيفة ميلبورن ذا آرغوس ويُعتقد أنه عمل أيضًا مراسلًا محليًا لها. في خلال هذه الفترة، كان يتوجه أحيانًا إلى الهندسة المعمارية، وصمم مدرسة الكنيسة الحرة، وفي عام 1858 مدرسة كاثوليكية. شارك أيضًا في التقييم وسمسرة الأسهم. بحلول عام 1859، كان سكرتيرًا لشركة ستايغليتز للتنقيب والتعدين، ثم مديرًا إداريًا لها حتى انتهى العمل بها في أواخر عام 1861. نظرًا لأن لاوسون أدرك احتمالية النجاح المنخفضة في حمى الذهب والتقلقل بحلول نهاية عام 1861، انتقل إلى ملبورن بقصد استنئاف مهنة بدوام كامل في الهندسة المعمارية. في عام 1861، جلبت حمى ذهب أوتاغو دفقًا من الناس إلى جنوب نيوزيلندا، بما في ذلك جيلًا جديدًا من المهاجرين. لخدمة السكان المتزايد عددهم بسرعة في المستوطنة الرئيسة في المنطقة، قررت بلدة دنيدن البالغة من العمر 13 عامًا أن الوقت قد حان لبناء كنيسة مشيخية دائمة تلعب دور مكان عبادتها الرئيس. في يناير 1862، أعلنوا عن مسابقة بجائزة قدرها 50 جنيهًا استرلينيًا لاختيار تصميم مناسب لما سيصبح الكنيسة الأولى. سمع لاوسون عن المسابقة إما من شقيقة الأصغر جون لاوسون الذي هاجر بالفعل إلى أوتاغو أو عبر نسخة من صحيفة أوتاغو ديلي تايمز تمكنت من الوصول إلى ملبورن. قرر المشاركة في المسابقة وتمكن من تقديم مجموعة من الرسوم من ملبورن تحت الاسم المستعار «القسيس» قبل تاريخ الانتهاء في 15 مارس 1862. إن كان هذا الاسم المستعار قد انتقي ليلفت نظر القضاة المشيخيين، فقد انتُقي جيدًا، ذلك أن تصميمه نجح.

### هجرته إلى نيوزيلندا
نتيجة لفوزه بتفويض تصميم الكنيسة الأولى، تمكن لاوسون من الانتقال إلى دنيدن وتأسيس شركة هندسة معمارية. في أثناء بناء الكنيسة الأولى، عزز لاوسون عمله عن طريق التفويضات التي حصل عليها ليصمم كنائس أخرى وأبنية عامة ومنازل في المناطق المجاورة. في سبعينيات وثمانينيات القرن التاسع عشر، نهضت مدينة دنيدن لتصبح المركز التجاري المهيمن في نيوزيلندا إلى حد كبير بسب الثروة الناتجة عن تعدين الذهب. انعكس هذا بدوره على عدد المباني الجديدة التي شُيدت. ضمنت هذه التفويضات أن سبعينيات القرت التاسع عشر على وجه الخصوص كانت الأكثر إنتاجية بالنسبة إلى لاوسون. كان هذا على الرغم من معاناته في اعتلال صحته ما تطلب منه قضاء شهرين في ملبورن ولاحقًا في 1874.
نظرًا لغياب شركاء يقاسمونه عبء العمل، وظفت شركته عددًا من المهندسين المعماريين الشباب، بما في ذلك توماس فوريستر وبيرسي دبليو. لاينغ وجيمس لويس سالموند (من 1888) الذين أسسوا لاحقًا شركاتهم الخاصة. لا توجد سجلات تشير إلى أن لاوسون دخل في أي شراكة حتى نشأت علاقة وجيزة مع مهندس كريستشيرش المعماري توماس لامبرت في 1889. في 1876، شارك لاوسون في تشكيل معهد دنيدن للمهندسين المدنيين والمهندسين المعماريين، والذي كان يهدف إلى عكس المنافسة بين موظفي مجلس مقاطعة أوتاغو الذي انتهى وجوده في آخر الأمر بحلول أوائل ثمانينيات القرن التاسع عشر.